# Laciniodes stenorhabda
Laciniodes stenorhabda är en fjärilsart som beskrevs av Eugen Wehrli 1931. Laciniodes stenorhabda ingår i släktet Laciniodes och familjen mätare. Inga underarter finns listade i Catalogue of Life.